# Doas
Doas es un programa para ejecutar comandos como otro usuario, generalmente como Root. El administrador del sistema puede configurarlo para dar a determinados usuarios distintos privilegios para ejecutar comandos. Es gratuito y de código abierto bajo la licencia ISC y está disponible en sistemas operativos Unix-like.
Doas fue desarrollado por Ted Unangst para OpenBSD como un reemplazo de sudo más simple y seguro.